# Fanny Tuxen
Fanny Tuxen, född Seemann 9 juni 1832 i Köpenhamn, död 24 april 1906 i Hellerup, var en dansk författare av främst barn- och ungdomslitteratur.
Fanny Tuxen kom från ett välbärgat borgerligt hem. Fadern, Corfitz Seemann, hade varit skådespelare innan han blev justitieråd och tullinspektör i Nyborg. Modern, Mathilde Ryge, var äldsta dotter till den kungliga skådespelaren Johan Christian Ryge. Då Fanny Tuxen var nitton år gammal gifte hon sig med kaptenlöjtnanten Elias Christian Carl Tuxen. Paret flyttade till Helsingör, där maken blev lotsbokhållare. Tillsammans fick de dottern Harriet Kirstine Mathilde.
Tuxen debuterade 1867 med En Moders Fortællinger, som fick ett positivt mottagande. Därefter bidrog hon flitigt med berättelser till tidskrifterna Illustreret Børneblad och Børnevennen. I början av sitt författarskap skrev Tuxen under pseudonymen ”Eva”. Under 1880-talets första hälft utgav hon flera barnböcker: Fra Barnets Verden (1883), Tre Smaapiger (1886), Naar Lampen er tændt (1889) och Julehistorier for Børn (1894). Hon författade även böcker av moralisk och etisk karaktär, ofta med en kristen underton. Till dessa hör: Til Bruden fra en Sølvbrud (1880), som hon skrev med anledning av sin dotters bröllop, samt Til Moderen fra en Bedstemoder (1881), Til Konfirmanden (1883), Til den unge Tjenestepige (1886) och Husmødrenes Forhold til Tyendet (1886).
Tuxen författade även flera ungdomsböcker för flickor. Till dessa hör: Ellinor Falsen (1887), Paa Lovens Grund (1891), Eva Ross (1895), Paa Vildspor (1898), Hvorfor? (1899), Forviklinger (1901), Fortællinger (1902), Et Plejebarn (1903), Hjemvendt (1904), och Den anden Hustru (1905). Merparten av dessa böcker utspelar sig i hemmiljö och kring familjelivet.